# 乌尔斯河畔勒塞
乌尔斯河畔勒塞（法語：Recey-sur-Ource，法語發音：[ʁəsɛ syʁ uʁs]），法国东部市镇，位于勃艮第-弗朗什-孔泰大区科多尔省，隶属于蒙巴尔区，其市镇面积为26.69平方公里，2022年1月1日时人口数量为338人，在法国城市中排名第20,335位。
乌尔斯河畔勒塞位于科多尔省北部，乌尔斯河畔，是一个区域性的中心城市，多条公路在此交汇。

## 地名来源

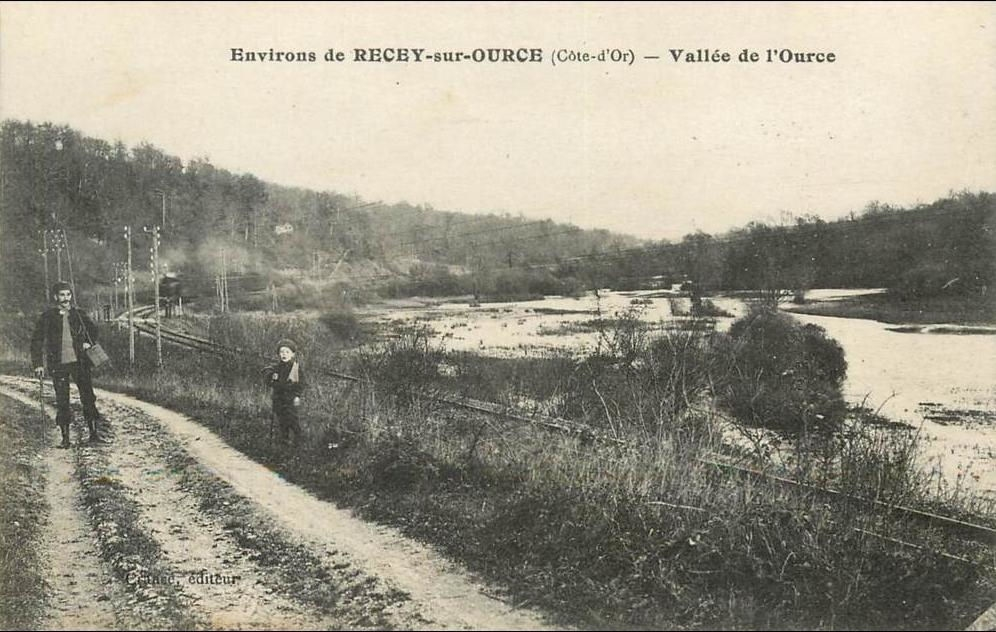
20世纪初途径乌尔斯河畔勒塞的铁路线

“Recey”一名的来源及含义尚有待考证。

## 历史
乌尔斯河畔勒塞的早期历史尚不清楚，中世纪时当地曾长期为勃艮第王国的一部分，其镇中心的圣雷米教堂于公元13世纪建成。法国大革命后，乌尔斯河畔勒塞成为科多尔省的一个市镇，并自1801年起成为一个县治。工业革命期间，途径此地的特鲁瓦—格赖铁路建成通车。第二次世界大战期间，一架英格兰轰炸机于1943年7月15日夜间在乌尔斯河畔勒塞境内坠毁，机上七名飞行员全部遇难。二战后，特鲁瓦—格赖铁路逐渐废弃。20世纪中后期，当地居民数量有所下降。2015年，乌尔斯河畔勒塞县被撤销。

## 地理

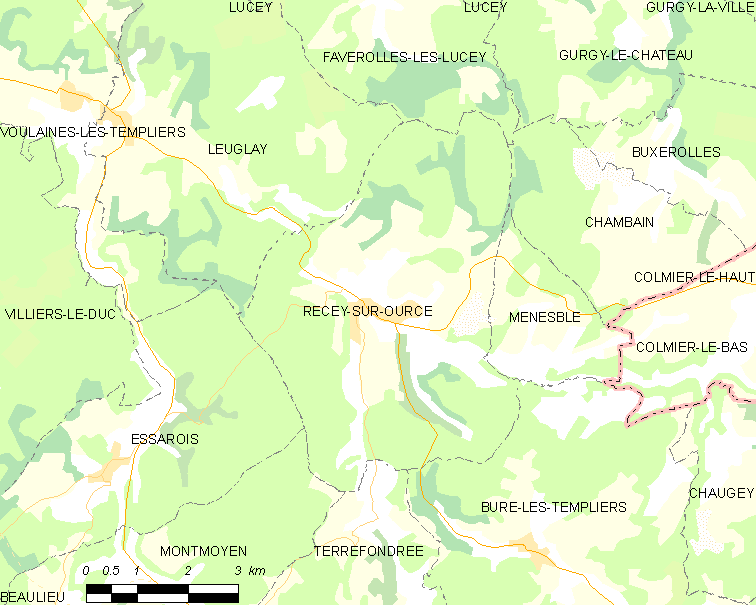
乌尔斯河畔勒塞市镇范围地图

乌尔斯河畔勒塞位于法国东部，勃艮第-弗朗什-孔泰大区北部和科多尔省北部，距离省会第戎大约3公里。与乌尔斯河畔勒塞接壤的市镇包括：勒格莱、法沃罗勒莱吕塞、尚班、埃萨鲁瓦、蒙穆瓦延、默内布勒、泰尔丰德雷和比尔莱唐普利耶。

### 地形
乌尔斯河畔勒塞位于朗格勒高原腹地，境内以浅丘和丘陵为主，市镇中心位于一处河谷地区，整体地势自河流向两侧逐渐抬升，全境海拔在280到442米之间。

### 水文
乌尔斯河畔勒塞位于塞纳河流域范围内，乌尔斯河自东南向西北流经镇中心。

### 植被
乌尔斯河畔勒塞属于温带阔叶混交林区，林地广泛分布于河流附近及坡地地区，市区北部和西南部分别为拉绍姆市镇森林（Forêt Domaniale de La Chaume）和吕尼市镇森林（Forêt Domaniale de Lugny）。
在鲜花城市的评比中，乌尔斯河畔勒塞暂未被评级。

### 气候
乌尔斯河畔勒塞在柯本气候分类法中属于带有一定大陆性特征的温带海洋性气候（Cfb）。

## 行政区划
乌尔斯河畔勒塞的市镇编号为21519，邮政编号为21290。
在行政管理方面，乌尔斯河畔勒塞隶属于法国勃艮第-弗朗什-孔泰大区科多尔省蒙巴尔区；在地方选举方面，乌尔斯河畔勒塞隶属于塞纳河畔沙蒂永县，其市镇范围全境被划入科多尔省第四选区；在社会管理方面，乌尔斯河畔勒塞是沙蒂永地区市镇公共社区的组成部分。
截至2023年8月，乌尔斯河畔勒塞市镇范围内暂无任何城市敏感街区及城市政策优先街区。
法国国家统计与经济研究所（简称）在进行数据统计时，未将乌尔斯河畔勒塞划入任何城市核心区（Unité urbaine）及城市区（Aire urbaine）。自2020年起，乌尔斯河畔勒塞被划入包含60个市镇的塞纳河畔沙蒂永城市辐射区内。此外，还将乌尔斯河畔勒塞市镇整体看作一个“块区”（IRIS），以便于统计人口分布情况。

## 交通

### 公路
科多尔省省道D29线、D102线、D928线和D959线在乌尔斯河畔勒塞境内交汇。勃艮第-弗朗什-孔泰大区下属的城际客运巴士LR125线经过乌尔斯河畔勒，可前往蒂耶河畔伊斯和塞纳河畔沙蒂永，定制班次则可直达第戎。
2019年，58.6%的乌尔斯河畔勒塞家庭拥有至少一辆私人汽车。2021年，乌尔斯河畔勒塞境内共发生各类交通事故1起，造成2人重伤。
| 6 | 33 |

| 第戎 | 68 |

| 塞纳河畔沙蒂永 | 28 |

| 蒂耶河畔伊斯 | 43 |

### 铁路
乌尔斯河畔勒塞位于特鲁瓦—格赖铁路上，该铁路已于1994年废弃。
距离乌尔斯河畔勒塞最近的运营中的客运铁路车站为50公里外的朗格勒站，该站停靠往返于巴黎和米卢斯一线的区域列车，部分班次可直通兰斯或第戎。

### 航空
距离乌尔斯河畔勒塞最近的民用航空站为117公里外的多勒机场。

### 城市公共交通
截至2023年8月，乌尔斯河畔勒塞暂无城市公共交通系统。

## 政治

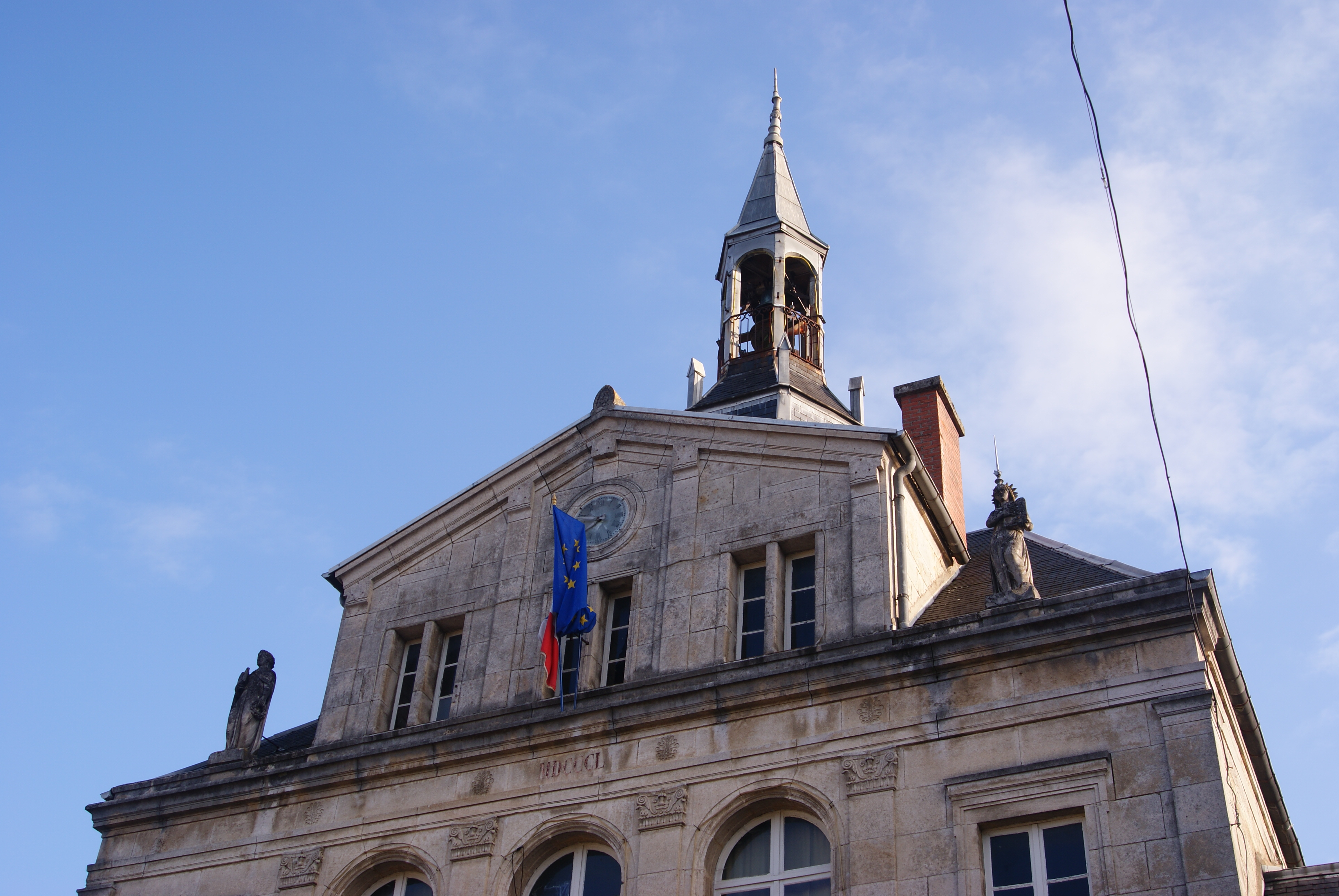
乌尔斯河畔勒塞市政厅

乌尔斯河畔勒塞的现任市长为洛朗·申布里先生（Laurent SCHEMBRI），他是地平线的一名成员，在2020年的市政选举中获得了100%的支持率（无其他候选人）。
在2022年的法国总统大选中，法国极右翼政党国民阵线主席玛丽娜·勒庞在乌尔斯河畔勒塞获得了50.94%的支持率。

## 人口
2020年，乌尔斯河畔勒塞市镇人口数量为345，在法国排名第20,335位。其中男性173人，女性178人，75岁及以上人口占16.4%，外籍人口数量为4人，人口密度为13人/平方公里，当地居民被称为（男性）或（女性）。2020年，乌尔斯河畔勒塞境内出生2人，死亡人口6人。
| 乌尔斯河畔勒塞1901年－2020年人口变化情况 |
|                                          |
| 数据来源：Cassini、INSEE                 |

## 经济
乌尔斯河畔勒塞是一个区域性的中心市镇。2021年，乌尔斯河畔勒塞市镇范围内共有各类用人单位（包含自雇）55家，比上一年减少1家。

## 财政与居民收入
2021年，乌尔斯河畔勒塞的财政收入总额为413,090欧元，财政支出总额为379,820欧元，当年的债务总额为62,250欧元。2021年，乌尔斯河畔勒塞市镇通过增值税获得3,310欧元的收入，此外当地还共获得了28,460欧元的国家直接财政补助。
2019年，乌尔斯河畔勒塞的人均月收入总额为1,761欧元，低于法国平均水平（2,303欧元）。
2019年，乌尔斯河畔勒塞境内的青壮年（15至64岁）失业率为15.6%；当地32.2%的家庭拥有纳税资格，平均纳税3,015欧元，低于法国平均水平（4,393欧元）。

## 社会事务

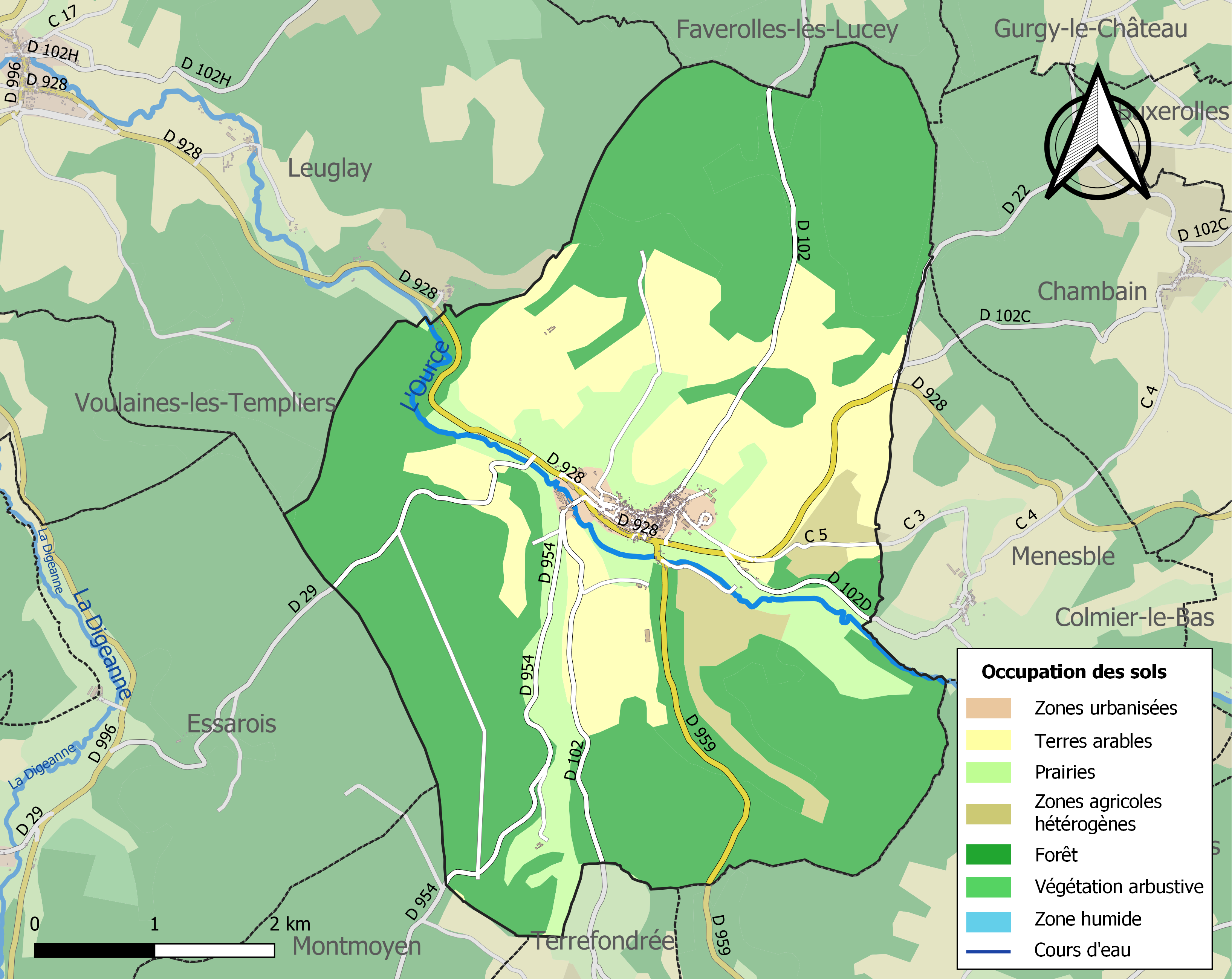
乌尔斯河畔勒塞土地利用情况地图

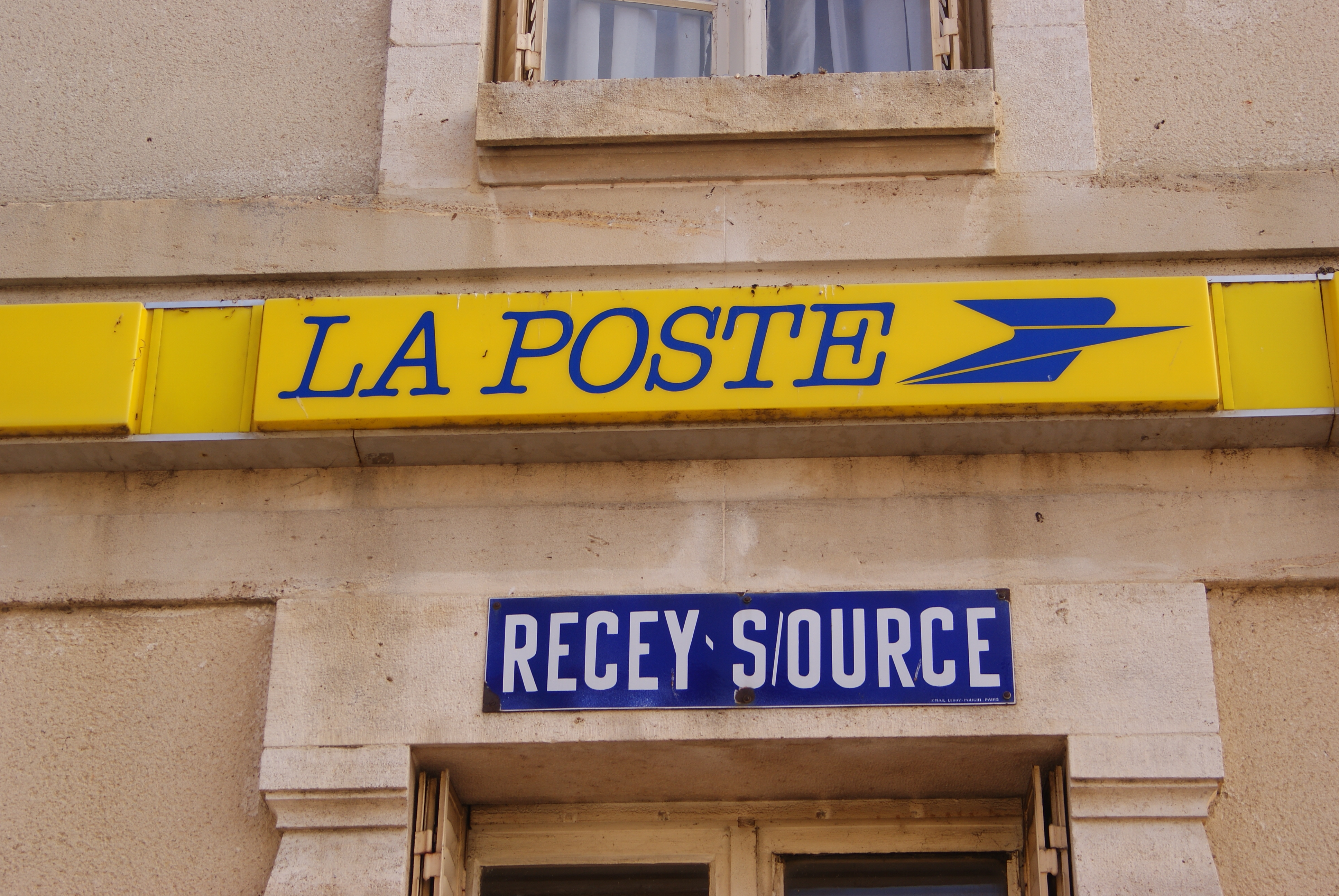
邮局

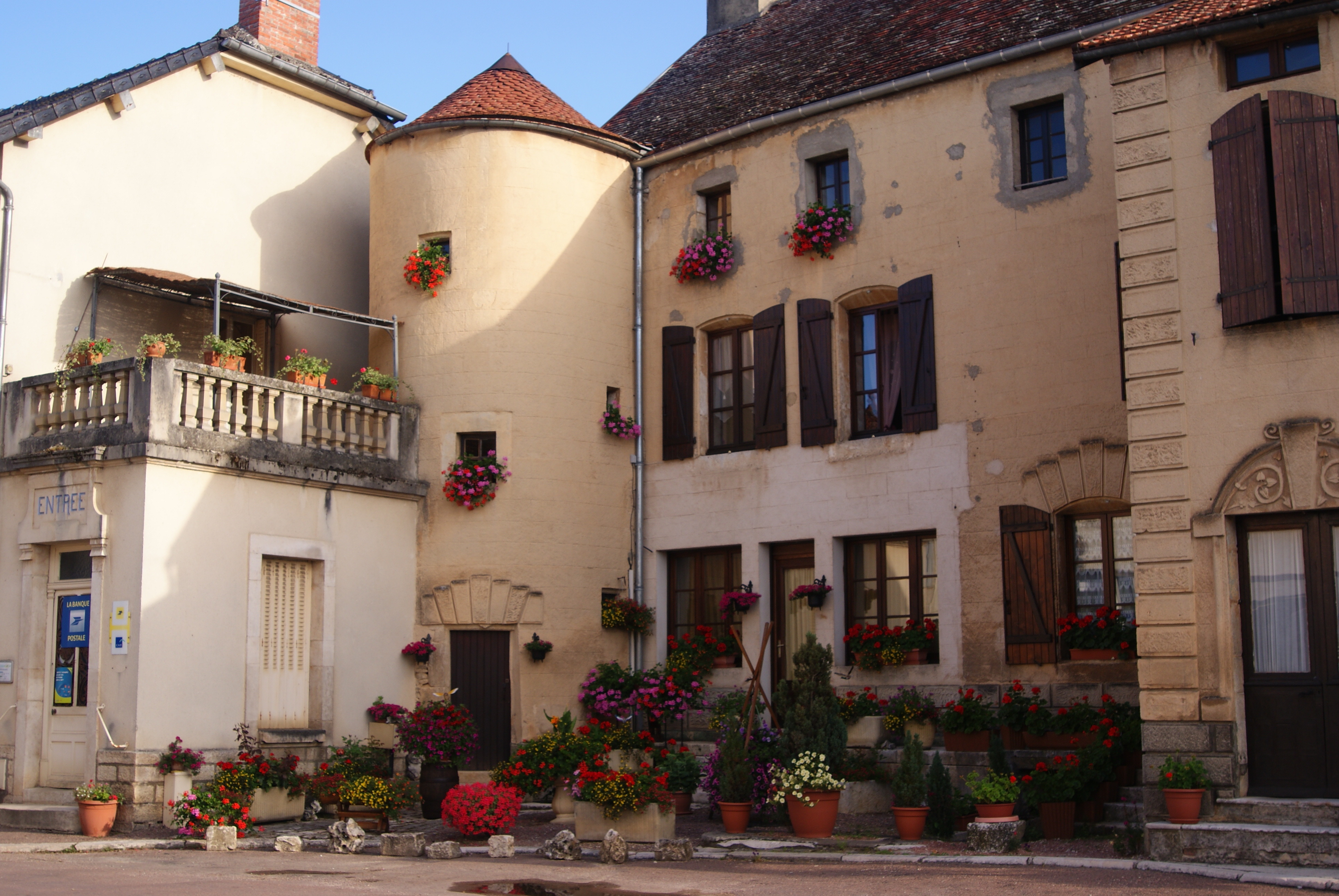
传统民居

### 教育
乌尔斯河畔勒塞属于第戎学区。截至2021年1月1日，乌尔斯河畔勒塞境内共有1所小学和1所初级中学。2021至2022学年度，乌尔斯河畔勒塞境内共有在校中等教育阶段学生112名。

### 医疗
截至2021年1月1日，乌尔斯河畔勒塞境内共有全科医生1名、药房1家、养老院1家。
距离乌尔斯河畔勒塞最近的区域性医疗机构为“上科多尔省中心医院”（Centre Hospitalier de la Haute Côte-d'Or），该机构在塞纳河畔沙蒂永建有一处便民医院，其距离乌尔斯河畔勒塞市区的正常车程大约29分钟，该院设有床位84个。

### 住房
2019年，乌尔斯河畔勒塞境内共有各类住房256套，其中92.6%为独立式居民区，7.4%为集中式居民区。常住房屋占乌尔斯河畔勒塞市镇范围内居民建筑总量的66.0%。
在住房保障政策方面，2021年，乌尔斯河畔勒塞境内共有30户家庭获得了住房经济补助，受益人数占总人口数量的8.7%，其中25份为房租补助。

### 商业
2021年，乌尔斯河畔勒塞境内共有各类实体商铺10家，其中餐厅1家、面包房1家、书店1家、美容美发店1家、汽车维修店1家。

### 体育
2021年，乌尔斯河畔勒塞境内共有1家游泳池、2处网球场以及1处足球或橄榄球场。
截至2023年8月，乌尔斯河谷前进体育（Entente Sportive du Val d'Ource，编号512759）是乌尔斯河畔勒塞境内唯一的一家注册足球俱乐部，该足球队成立于1984年，其主队2023至2024赛季参加科多尔省足球联赛丙组（法国第十一级别），其主场为市政球场（Stade Municipal）。

### 环境
乌尔斯河畔勒塞的环境事务由其所属的沙蒂永地区市镇公共社区联合各级政府协调负责。2021年，乌尔斯河畔勒塞境内暂无污染企业。

### 治安
2021年，乌尔斯河畔勒塞市镇范围内有1处宪兵队。
乌尔斯河畔勒塞及其附近的共266个市镇是蒙巴尔国家宪兵队（zone gendarmerie de Montbard）的管辖范围。2020年，该宪兵队累计记录各类案件1,880起，其中盗窃类案件755起，经济类案件243起，毒品交易类案件174起。

## 文化

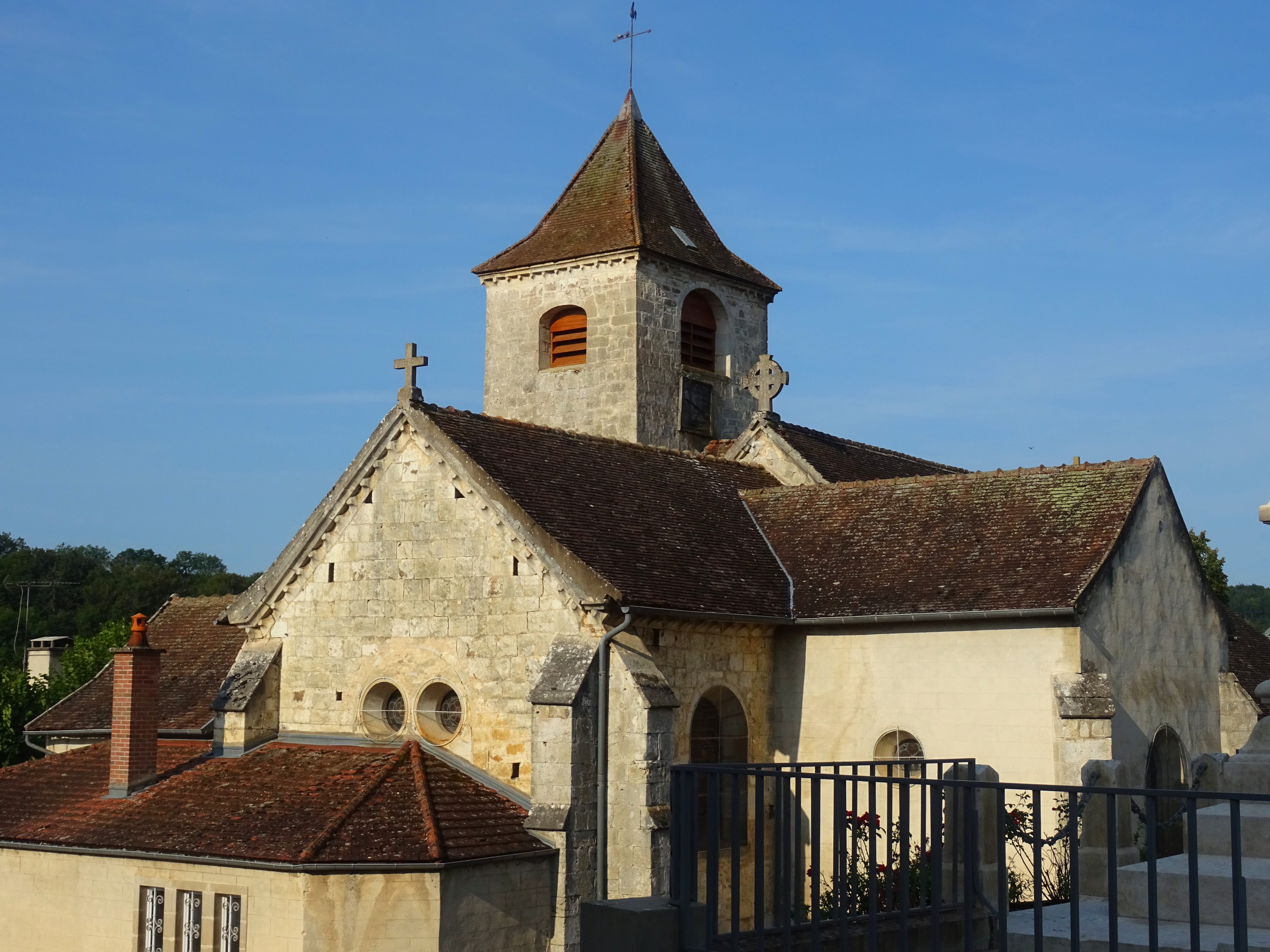
圣雷米教堂

2021年，乌尔斯河畔勒塞境内暂无任何文化设施。乌尔斯河畔勒塞市政府提供多媒体中心，每周一至五向公众开放。

### 建筑
乌尔斯河畔勒塞境内有多处历史建筑，其中圣雷米教堂（Église Saint-Rémy de Recey-sur-Ource）是当地的地标性建筑物。

### 旅游
乌尔斯河畔勒塞的旅游事务由其所属的沙蒂永地区市镇公共社区负责。2022年，乌尔斯河畔勒塞境内共有1个露营地，可容纳共16辆露营车。

### 媒体
法国主要的媒体均可在乌尔斯河畔勒塞接收，法国电视三台下属的勃艮第-弗朗什-孔泰大区频道在部分时段播出乌尔斯河畔勒塞所在科多尔省的地方新闻。《公共财产报》、蓝色法兰西勃艮第广播等是当地主要的地方性媒体。

## 相关人物
法国宗教学家亨利·拉科尔代尔出生于乌尔斯河畔勒塞。

## 友好城市
截至2023年8月，乌尔斯河畔勒塞共与两座城市建立了友好城市关系：
- 比利时 塞尔方丹 Silenrieux街区
- 德国 下奥尔姆